# Rola-zebrada
Rola-zebra-comum ou rola-zebrada (nome científico: Geopelia striata) é uma espécie de ave pertencente à família dos columbídeos.
A espécie ocorre na natureza do sul da Tailândia, Tenasserim, Malásia Peninsular e Cingapura às ilhas indonésias de Sumatra e Java. Também pode ser nativo de Bornéu, Bali, Lombok, Sumbawa e as ilhas Filipinas.
Seu nome popular em língua inglesa é "Zebra dove".